# 홍산대첩
홍산대첩(鴻山大捷)은 고려 말 우왕(禑王) 2년(1376년) 7월에 충청도 홍산(鴻山)에서 최영이 지휘하는 고려군이 왜구를 격멸한 전투이다.
최무선의 진포 대첩, 이성계의 황산대첩, 정지의 관음포 전투, 박위의 대마도 정벌 등과 함께 고려 말 왜구와의 전투 가운데 뛰어난 성과로 평가받고 있다.
다만 전투의 규모도 작은데다 왜구의 침공 국면에 있어서 영향이 그렇게 큰 것도 아니라서 전투 자체를 두고 '대첩'(大捷)이라고 부르기는 애매한 부분이 있다(후술).

## 발단
우왕 2년(1376년) 7월 왜구가 20여 척의 함선으로 전라원수의 군영을 공격했고, 영산(榮山)에서 고려군의 전함을 불태우고 나주로 이동해 약탈을 자행하였다. 이 무렵 이 지역을 방어해야 할 전라도원수(全羅道元帥) 겸 도안무사 하을지(河乙沚)는 탄핵으로 류영(柳濚)으로 교체되었는데, 류영이 와서 인수인계하기를 기다리지 않고 그대로 자신의 농장이 있는 진주로 가 버려 지휘 공백이 생긴 상태에서 벌어진 일이었다(하을지는 이 일로 장형에 처해지고 하동에 유배되었다).
부여군을 거쳐 공주까지 온 왜구에 맞서 공주 목사 김사혁(金斯革)은 정현(鼎峴)에서 왜구를 막아 싸웠으나 패배하였고, 양광도원수 박인계(朴仁桂)가 왜구를 막으러 나섰으나 연산(連山)의 개태사(開泰寺)에서 전투 도중에 말에서 떨어져 전사했다. 공주와 개태사는 모두 왜구에 의해 불탔다.
박인계의 전사 소식이 전해지자 판삼사사(判三司事) 최영이 자신이 나서서 왜구를 토벌하겠다고 우왕에게 허락을 구했다. 당시 최영의 나이는 예순이었고, 우왕이나 조정의 신료들은 최영의 고령을 이유로 허락하지 않으려 했지만 최영은 거듭 요청했고, 우왕의 허락이 떨어지자마자 그대로 잠 한숨 자지 않고 출정했다.
《고려사》는 당시 왜구가 노약자를 배에 태우고 장차 돌아가려는 척하다가 몰래 정예 수백 명을 보내어 깊숙이 쳐들어가 노략질을 벌였으며, 왜구가 가는 곳마다 바라보기만 하고 감히 막는 자가 없었고, 홍산에 이르자 사람들을 크게 죽이거나 잡아가는 등 기세가 매우 강성하였다고 적고 있다.
왜구는 익산 산북천 주변부인 낭산현(朗山縣)·풍제현(豐堤縣, 익산시 용동면 용성리)에도 출몰하였는데, 전라도원수 류영과 전주목사(全州牧使) 류실(柳實)이 분전하여 왜구가 약탈한 소와 말 200여 마리를 빼앗아 원래 주인에게 돌려주는 전공을 세우기도 했다. 한편 개경에서는 교동현(喬桐縣) 주민들을 개경 가까운 곳으로 옮겨 왜구를 피하게 하였으며, "왜구가 장차 도성을 침범할 것", "적장이 먼저 송악산(松岳山)에 올랐다"는 소문이 나돌자 한밤중에 방리(坊里)의 군사를 내어 성을 지키게 하거나, 승려를 병력으로 징발하여 요해처 방어를 맡기게 하기도 했다.

## 전개
7월에 고려군 총사령관 최영과 양광도도순문사 최공철, 조전원수(助戰元帥) 강영(康永), 병마사(兵馬使) 박수년(朴壽年)이 이끄는 고려군이 홍산(鴻山)에 도착했다.
왜구를 보고 여러 장수들은 겁을 내고 두려워하여 진격하지 못하는 가운데, 총사령관 최영은 자신이 직접 사졸들의 선봉에 서서 정예병을 이끌고 돌격해 왜구들과 전투를 벌였다. 앞장서서 돌격해 전투를 치르는 와중에 최영 본인도 왜구의 공격에 노출될 수밖에 없었는데, 풀 속에 숨어 있던 왜구 한 명이 일어나 활을 쏘아 최영의 입술에 명중시켰다. 이에 최영은 자신의 입술에 맞은 화살을 뽑아내고 피를 흘려가면서 싸워 적을 몰아내는데 성공했다.
최영이 판사(判事) 박승길(朴承吉)을 보내 승리를 보고하자 우왕은 기뻐하며 소식을 전한 박승길에게도 백금을 주고, 삼사우사(三司右使) 석문성(石文成) 등을 보내 최영에게 옷과 술, 안장을 얹은 말을 하사하였으며, 의원 어백평(魚伯評) 등을 보내어 최영을 치료하게 했다.
홍산 전투 이듬해인 우왕 3년(1377년) 왜구에게 잡혀 갔던 한 소년이 도망쳐 돌아왔을 때, 뭇 장수들이 왜의 상황을 묻자, 소년은 "(고려군 가운데) 두려워할 자는 센머리 최 만호(萬戶) 뿐이다. 홍산의 싸움에서 최 만호가 오니 사졸이 다투어 말을 타고 유린하는 것이 몹시 두려웠다"고 왜구들끼리 이야기하였다고 진술했다.

### 홍산 대첩의 전장에 대하여
최영이 홍산에 이르렀을 때의 상황에 대해서 《고려사》는 "홍산에 이르렀는데, (최)영(瑩)이 먼저 험준한 곳을 차지하여 삼면이 절벽으로 둘러싸였고 길 하나만이 겨우 통하였다(至鴻山, 瑩先據險隘, 三面皆絶壁, 唯一路可通)"고 했으며, 《고려사절요》는 "홍산에 이르렀는데, 왜(倭)가 먼저 험준한 곳을 차지하여 삼면이 절벽으로 둘러싸였고 길 하나만이 겨우 통하였다(至鴻山, 倭先據險隘, 三面皆絶壁, 唯一路可通)"고 하여 '험준한 곳을 차지'한 행위의 주체가 최영이냐 왜구이냐로 주어가 다르게 기록되어 있다.
이에 대해서는 '여러 장수들이 겁을 내고 진격하지 못하였다'는 서술에 비추어 볼 때 《고려사》보다 《고려사절요》의 기록대로 험준한 곳을 차지한 행위의 주체는 왜구였다고 보는 것이 합리적이라고 해석된다. 기록된 전후 상황으로 보아서도 분명히 왜구가 최영보다 먼저 홍산에 당도하여 노략질을 자행하고 있는 상황이었고, '험준한 곳'이면 방어에 유리한 형세인데 백전노장인 최영이 굳이 그와 같은 지리적 이점을 버리고 겁을 내는 장졸들의 선두에 서서 용맹하게 돌격할 필요가 있었겠느냐는 것이나, 최영과 함께 돌격한 휘하 사졸들이 기병이었다는 점은 '험준한 곳을 차지'한 행위의 주어는 최영이 아니라 왜구였을 가능성을 높인다는 것이다.
홍산 전투가 벌어졌던 전장은 현재 충청북도 부여군 홍산면 북촌리 산12번지 소재 태봉산성(일명 북촌리산성)으로 비정되는 곳이다. 이곳은 태봉산(160m)에서 남쪽으로 이어진 능선의 가장 끝자락에 해당하는 해발 90m의 봉우리에 자리하고 있으며, 테뫼식 산성으로 75m 등고선과 나란히 축조되었고 둘레는 440m이며 2000년에 충청남도 문화재자료 제368호로 지정되었다. 태봉산성 지형은 《고려사》의 기록대로 삼면이 절벽에 가까운 경사를 이루고 정상까지 자동차 한 대가 겨우 올라갈 폭의 길만 있으며, 올라가는 길도 정상까지 가는 데 이리저리 지그재그로 꼬여 있을 뿐만 아니라 정상에서는 주변 지형이 한 눈에 내려다 보이는 곳이며, 이는 왜구가 진을 치고 있었던 '삼면이 절벽으로 둘러싸였고 길 하나만이 겨우 통하였다'는 지형과도 일치한다는 것이다.
1977년부터 문화공보부(文化公報部)는 '國難克服史를 통하여 중요한 역사적 의의를 갖는 護國戰迹地와 有備無患의 민족적 결의가 담겨져 있는 重要國防史蹟地를 歷史敎育道場으로 淨化한다'는 목표하에 문화재 보수 3개년 사업을 시행하였으며 여기에는 국가가 나서서 호국 유적을 중점 보수하여 국가에 대한 충성심을 함양하고 민족적 긍지를 높이려는 정부의 의도가 깔려 있었다. 이 사업의 일환으로 태봉산성 정상에도 홍산대첩비가 태봉산성 정상에 세워지고 성내 지역이 산성 공원으로 조성되었다. 이후 1980년대 이후의 《부여군지》(扶餘郡誌)와 충청남도지(忠淸南道誌) 등의 관찬 사서에서 태봉산 정상에 홍산대첩비가 세워져 있음을 언급하거나 태봉산이 홍산 전투의 전장으로 전해지고 있다는 서술이 등장하게 된다.
다만 태봉산성이 홍산 전투의 전장이었는가에 대해서는 우선 1) 《세종실록》(世宗實錄)  지리지(地理志)나 《신증동국여지승람》(新增東國輿地勝覽) 같은 조선 초기의 관찬 지리지, 고종 8년(1871년)에 편찬된 관찬 읍지인 홍산현지(鴻山縣誌)에도 태봉산성이나 홍산 전투에 관한 언급이 일체 없어서 문헌상 태봉산성이 홍산 전투의 전장임을 뒷받침할 만한 근거가 없고, 2) 2007년에 이루어진 발굴 조사에서 태봉산성이 고려 시대에 축성되었으며 성벽 아래층에서 성벽 이전에 존재했던 유구가 발견되고 백제 시대의 유물이 출토됨으로써 어떠한 형태로든지 이전부터 지속적으로 사용되었다는 사실은 확인할 수 있었지만 왜구와 접전을 벌였다고 볼 뚜렷한 고고학적 근거를 찾아내지 못하였다는 점을 들어 태봉산성을 홍산 전투의 전장으로 비정하기 어렵다는 지적도 있다.
《고려사》의 기록과 비교해도 태봉산성이 정상 가까이에 위치해 있고 경사가 있는 편에 속하기는 하지만 해당 지형을 굳이 '절벽'이라고 표현하기에는 다소 무리가 있고, 산성의 서측이 가파른 것은 분명하지만 동측 능선은 비교적 경사가 완만하고, 절벽이라고 말할 수 있는 곳은 기껏해야 포장도로가 있는 서남쪽 한 군데이며 오른쪽과 아래쪽 사진에는 좌우 능선의 경사가 보통 산들과 비슷해 보이며 그다지 특별한 점을 찾을 수가 없으며, 봉우리 서남쪽에서 태봉산성으로 들어가는 포장도로가 꼭 《고려사》에 언급한 '유일한 길'이라고 보기는 어렵다는 것이다.
이상을 근거로 기존의 학설처럼 홍산 비봉산성을 홍산 전투의 전장으로 보기는 어렵고, '삼면이 절벽으로 둘러싸였고 길 하나만이 겨우 통하였다'는 기록을 토대로 홍산 전투의 전장을 비정하자면 그러한 기록에 부합하면서도 방어 효과도 가장 높은 지역은 관내에서도 가장 험한 지형이라고 할 수 있는 비홍산 일대가 그나마 가깝다고 추정하는 견해도 제기되고 있다. 비홍산 동남쪽에는 고려 중기 이후 세워진 것으로 보이는 홍양리 5층 석탑(충청남도 유형문화재
제29호)과 고려 시대 기와 및 청자 파편이 수습되는 절터가 확인되고 고려 홍산현의 옛 읍성으로 비정되는 남촌리성(南村里城)도 멀지 않은 곳에 확인되고 있다.

## 전후
8월에 최영이 개선하자 우왕은 재추들에게 천수사(天水寺)에서 연회를 마련하게 하고, 순위부(巡衛府)에서 여러 가지 놀이를 갖추게 한 다음 우왕 자신은 문무백관을 거느리고 임진강에서 최영을 맞이했는데, 마치 황제의 사신을 맞이하는 듯 했다고 한다.
9월에 홍산대첩의 공을 논해 최영은 시중이 되었으나, 최영은 “시중이 되면 바깥으로 함부로 나가지 못할 텐데 왜구가 모두 평정되고 나면 받겠습니다.”라며 사양했고, 이에 철성부원군(鐵原府院君)으로 봉하였다. 최영의 처조카로써 낭산, 풍제에서 공을 세운 전라도원수 류영에게도 밀직부사상의(密直副使商議) 관직을 주었다. 《고려사》에서는 최영의 비위를 맞추기 위한 것이었고, 최영도 굳이 막지 않았다고 서술하고 있다.
《고려사절요》에는 정방제조(政房提調)로 있던 이인임(李仁任)과 지윤(池奫)이 권력을 마음대로 행사하여 종군도 하지 않았으면서도 포상을 받은 자가 많았으며, 같은 정방제조로 있던 경복흥(慶復興)도 이를 막을 수 없었다고 적고 있다.
이색의 문집인 《목은집》 및 《동문선》에 실려 있는 '판삼사사 최공 화상 찬 병서'(判三司事崔公畵像贊 幷序)에서는 홍산 전투 3년 뒤인 우왕 5년(1379년) 4월 을축일에 최영의 휘하 가운데 누군가가 홍산파진도(鴻山破陣圖) 즉 최영의 홍산에서의 전투 장면을 그림으로 그려 바친 사람이 있었다고 적고 있다. 그리고 홍산파진도가 바쳐진 바로 이듬해에 진포 해전, 나아가 황산대첩이 벌어졌다. 정몽주는 최영이 공민왕 14년(1365년) 신돈의 참소로 유배되어 영덕에 있게 되었을 때 지은 시에 차운하여 지은 시에서 "달천에서 의를 일으켜 사기를 진작하고/홍야에서 공을 이루어 민생을 회복했네"(擧義㺚川增士氣 成功鴻野更人煙)라고 하여, 홍산 전투를 장사성의 난 진압 참전이나 홍건적의 난 진압, 최유의 난 평정과 함께 최영의 대표적인 전공으로 기리고 있다.

## 평가

### 홍산 전투는 '대첩'인가:전투의 전과(戰果)에 대하여
최영의 홍산 전투는 비교적 이른 시기부터 나세, 최무선 등의 진포 해전, 이성계의 황산대첩, 정지의 관음포 전투(남해대첩) 등과 함께 '대첩'(大捷)으로 거론되었고, 1960년대~70년대의 민족주의적 역사관에서 고려 말의 40년 동안에 걸친 왜구와의 싸움에서 가장 대서특필할 만한 사건으로 평가되며 왜구 관련 연구와 서술에서 그대로 답습되었다.
최영이 홍산 전투에서 왜구를 격퇴한 사실에 대하여 관련 문헌을
보면 ‘크게 깨뜨렸다'(大破) 또는 ‘크게 패배시켰다'(大敗) 등으로 결과를 기록하고 있지만, 정확한 전과는 애매하다. '대첩'으로 열거된 다른 전투와 달리 홍산 전투는 고려군과 왜구 양측의 병력 규모나 최영이 지휘한 고려군이 거둔 전과가 비교적 소략하게 기록되어 있는 편이다. 최영이 홍산에서 격퇴한 왜구의 규모에 대해서는 ‘사로잡거나 베어서 거의 다 없애버렸다(俘斬殆盡)’라는 기록이 전부이고 구체적인 내용을 알 수 없다. 최영이 개선했을 때 우왕은 최영에게 직접 술을 따라주면서 "왜구의 숫자가 얼마나 되었느냐." 고 물었지만 최영은 "얼마 되지 않았다."고 대답했다. 이에 재상들이 다시 한 번 물어 보았지만 최영은 역시 자신이 상대한 적의 숫자가 얼마 되지 않았으며, "적이 많았다면 이 늙은이가 살아 올 수 있었겠느냐."고 대답했다.
최영이 홍산에서 왜구를 상대로 승리한 뒤에도 왜구의 기세는 꺾이지 않았다. 우왕 2년(1376년) 9월에 왜구는 다시 3백여 기로 고부(古阜) · 태산(泰山) · 흥덕(興德) 등지를 약탈하고, 이어 보안현(保安縣) · 인의현(仁義縣) · 김제현(金堤縣) · 장성현(長城縣) 등지를 약탈하였으며 전주목사 류실이 지키고 있던 전주를 함락시키기도 했다. 왜구는 귀신사(歸信寺)에서 류실의 반격으로 물러나기도 했지만, 다시 임파현(臨坡縣)을 함락시키고 고려군에 맞섰다. 고려군은 전주목사 류실에 더해 전라도부원수(全羅道副元帥) 조사민(趙思敏), 조전병마사(助戰兵馬使) 목충(睦忠), 양광전라도도지휘사 겸 조전원수(楊廣全羅道都指揮使 兼 助戰元帥) 변안열(邊安烈), 안렴(按廉) 이사영(李士穎)의 지원군이 합세하여 왜구에 맞섰으나 패하였다. 전라도원수 류영은 "도원수이면서도 음악과 여색으로 나날을 보냈고 전주가 함락되었을 때는 말에서 떨어졌다는 거짓 핑계로 싸우러 나서지 않았다"는 사헌부의 탄핵으로 류실과 함께 파직되었다. 요컨대, 홍산 전투 이후 양광도 지역의 왜구는 일시적이나마(한두 달 정도) 잠시 소강상태에 접어들었지만, 금강 유역 남방에 위치한 전라도 서북부 지역은 오히려 홍산에서 물러난 것으로 추정되는 왜구의 극심한 약탈에 시달려야만 했으며 그나마도 10월에는 다시 부령(扶寧), 진포(鎭浦), 강화, 한주(韓州) 등 서해안 금강 유역으로 다시 침략해 오게 되는 것이다.
《고려사》 최영전에는 홍산 전투를 전후한 왜구의 양상에 대하여 왜구가 노약자를 배에 태우고 돌아갈 것처럼 하면서 몰래 '정예' 수백 명을 보내어 깊이 들어와 약탈을 벌였다고 되어 있으며, 기록에는 금강 유역을 침입한 왜구들이 일정한 방향으로 단일하게 움직이는 것이 아니라 동시다발적으로 주변 지역을 약탈하는 양상을 보이고 있다. 이러한 상황을 감안한다면 소기 목적을 어느 정도 달성하고 노약자를 배에 태워서 돌아가는 왜구의 무리가 바로 금강 유역의 침입을 주도한 왜구의 본대(本隊)에 해당하고, 홍산에 침입한 왜구는 주변 지역으로 흩어져 약탈 활동을 전개한 일종의 '정예 별동대'라고 볼 수 있다. 홍산 전투가 있은 지 두 달 뒤인 이해 9월에 고부 · 태인 등을 침입한 왜구가 3백여 기였음을 감안하면 홍산에 들어온 왜구도 대략 그와 비슷한 규모가 아닐까 추측되기도 한다.
홍산 대첩이 벌어진 현장으로 비정되는 홍산 태봉산성을 답사한 방송통신대 이영 교수 등은 지형적인 여건을 볼 때 대규모 전투가 일어나기는 어려운 지형이라고 지적했다. 정상의 넓이가 150평 남짓으로 대규모 병력이 수용될 수 있는 곳은 아니라는 것. 이곳의 지형은 《고려사》의 기록대로 삼면이 절벽에 가까운 경사를 이루고 정상까지 자동차 한 대가 겨우 올라갈 폭의 길만 있으며, 올라가는 길도 정상까지 가는 데 이리저리 지그재그로 꼬여 있을 뿐만 아니라 정상에서는 주변 지형이 한 눈에 내려다 보이는 곳이다. 아울러 정상부 북쪽으로는 태봉산 줄기로 이어져 있는데, 이영은 고려군의 공격에 밀린 왜구들이 이 능선을 타고 해안 쪽으로 퇴각했을 가능성을 지적하고 있다.

### 의의
홍산 전투의 승리를 단순한 전과 문제를 넘어서 왜구에게 최영에 대한 공포를 심어주었고 왜구의 세력이 점차 약해지는 계기로 해석하는 견해도 존재한다. 군사적인 시각에서도 홍산 전투의 승리가 금강 연안의 내륙 지역으로 진출하려는 왜구의 기도를 저지하였을 뿐 아니라 양광도 지역 일대에 침구한 왜구의 세력을 크게 위축시키는 결과를 가져왔다고 설명된다. 홍산 전투가 단순히 왜구 병력의 규모에 승리의 의의가 있는 것이 아니라 적의 사기를 꺾고 아군의 자신감을 회복케 한 점에서 ‘큰 승리(大捷)’로 평가될 가치가 있다고 파악하고 있는 것이다.
홍산 전투 이전까지 왜구와의 싸움은 왜구가 여러 고을을 초토화하고 있으면, 지방의 병력이 힘겹게 버티다가 뒤늦게 도착한 정규군이 간신히 막아내는 정도에 지나지 않았다. 육지에 상륙한 병력은 내지의 왜구와 연계하여 거대한 규모가 되었고, 개태사에서 박인계의 고려 관군이 무참하게 적에게 대패할 정도였다. 이러한 상황에서 홍산 전투는 왜구의 세력이 대거 집결하여 건너온 세력을 궤멸시킴으로써, 심리적으로는 물론이고 동아시아 혼란기의 마무리를 장식한 전환점을 가져다 주었다고 이영은 해석하고 있다.
이영은 또한 단기적으로 홍산전투의 승리는 왜구의 공격에 있어 변화를 가져왔으며, 장기적으로 보았을 때도 왜구의 세가 약해지는 기점을 가져왔다고도 해석하였다. 황산대첩이 벌어질 때까지 왜구의 침입 자체는 계속되었지만, 대함대를 동원했던 정규군 수준의 왜구의 힘은 분명히 지방 호족 정도의 활약으로 크게 약화되기 시작하였다는 것이다.
이러한 연구 경향을 반영하여 한국의 고등학교 국사교과서와 한국정신문화연구원의 한국민족문화대백과사전 같은 교육 관련 도서는 물론이고 한국의 육군본부 군사연구소에서 발간된 군사 개설서인 《한국군사사》에서도 홍산 전투는 ‘홍산대첩’으로 표기되었다.
임형수는 기존의 학설대로 홍산 전투이 이후의 전투 현황에 유리하게 작용하였다거나 홍산의 승리를 바탕으로 고려군이 자신감을 회복하였다거나 하는 해석에 대해서는 의구심을 드러내고, 동원된 병력의 규모나 전과가 불분명하고 추후 전황에 있어서도 큰 영향을 주지 못하였다며 '대첩'이라고 평가하기에는 다소 부족함이 있을지 모르지만, 군사적인 측면에서 홍산 전투의 승리로 양광도 지역에 한해서는 왜구를 일시나마 물러나게 하는 데에 성공하였으며, 고려 왕실의 원찰이었던 개태사가 왜구에게 약탈을 당하고 왜구가 개경까지 치고 올라올 것이라는 소문에 조야가 떠들썩한 가운데 최영이 홍산 전투에서 승리를 거두고 돌아온 것을 계기로 성대한 개선식을 열어줌으로써, 최영을 비롯한 장졸들을 예우함은 물론이고 왜구로 인해 동요하는 사람들의 마음을 바로 잡는 정치적 선전 효과는 충분히 기대할 수 있었을 것으로 평가하였다.
홍산 전투 이전에 최영이 본격적으로 왜구와 교전하고 구체적인 전승을 거둔 기록은 공민왕 7년(1357년)에 왜의 배 4백여 소가 오차포(吾叉浦)를 약탈하였을 때 복병을 숨겨두고 맞서 싸워 크게 이겼던 것이 유일하며, 공민왕 14년(1364년)에 왜구가 교동(喬桐) · 강화(江華)로 쳐들어와 세조의 어진을 훔쳐가는 사건이 터지자 당시 동서강도지휘사(東西江都指揮使)로써 막지 못한 책임을 지고 계림윤으로 좌천되는 등 대부분은 북쪽에서 쳐들어온 홍건적이나 최유의 난 당시 덕흥군을 따라 고려로 쳐들어온 원나라군, 제주도에서 세력을 떨치던 원나라 목호들이 최영의 상대였다.
또한 홍산 전투는 왜구들에게 있어 최영의 존재가 위협으로 인지되는 계기가 되었다. 홍산 전투 당시 최영의 나이는 61세로, 총사령관으로써 선두에서 전투를 지휘하다 왜구의 화살에 입술을 맞아 부상당했음에도 당황하지 않고 바로 그 화살을 뽑아서 자기를 쏜 왜구를 쏴 죽였다. 이러한 최영의 모습은 고려군의 사기를 진작시킬 뿐 아니라 승리에 대한 자신감을 가져다 주어 왜구에 대한 적극적 공세를 취하는 계기가 되었고, 고려군을 가볍게 보던 왜구들은 고려군에 대한 두려움을 사게 되었다. 이러한 두려움은 이듬해 왜구에게 잡혀갔다 도망쳐 온 아이가 "고려에서 두려워할 것은 머리가 허옇게 센 최 만호"라고 말했다고 한 기록에서 볼 수 있다.
《고려사》에는 홍산 전투 이듬해인 우왕 3년(1377년) 강화도로 쳐들어온 왜구들이 양광도를 공격하고, 수원부사 박승직(朴承直)이 왕안덕, 인해, 홍인규 등 세 원수가 양광도를 구원하러 온다는 소식에 군대를 이끌고 나갔다가 밭을 매는 자들에게 "원수들이 온다고 하는데 지금 어디에 있느냐." 고 물었고, 밭 매던 사람들로부터 "적이 이미 물러나 원수들이 쫓고 있다."는 말에 안성으로 갔다가 왜구에게 기습을 당해 대부분의 군사를 잃는 패배를 겪었다. 이때 박승직에게 "왜구들은 이미 물러갔고 원수들이 쫓고 있다"고 알려 준 밭을 매던 사람들은 바로 고려인으로 변장한 왜구들이었던 것이다.
왕안덕 등도 패배하면서 수원, 양성, 안성 부근의 고을들은 사람을 찾아 볼 수 없는 폐허가 되고 말았는데, 이때 잡힌 왜구의 포로는 강화도의 왜구들이 양광도를 친 이유를 "양광도를 쳐서 최영을 양광도로 끌어내고, 그 사이에 비어있는 개경을 급습하기 위해서"였다고 진술했다. 이는 그만큼 최영이 고려의 여느 무장들 가운데 두드러지는 인물로써 왜구에게는 위협적인 존재로 인식되고 있었다는 것을 보여 주며, 그 계기가 된 것이 바로 홍산 전투였다.

## 홍산대첩문화제
홍산 전투가 벌어졌던 부여군 홍산면에서는 2003년부터 부여문화원 주최, 홍산대첩문화제운영위원회 주관으로 해마다 8월에 홍산대첩문화제를 개최한다. 홍산 전투를 지휘했던 최영 및 고려군의 넋을 기리자는 취지로 시작된 홍산대첩문화제는 홍산 전투의 현장으로 알려진 태봉산에서 개최하던 것을 2015년부터는 홍산현 관아 소재지인 홍산동헌으로 장소를 옮겨 개최하고 있다.

### 설명
1. ↑  홍산 전투의 관련 문헌인 《고려사》와 《고려사절요》가 모두 조선 시대에 편찬되었으므로 신왕조를 개창하는 과정에서 태조 이성계의 정적이 되는 최영에 대하여 어떠한 형태로든지 기록의 첨삭이 이루어졌을 가능성을 완전히 배제할 수는 없지만, 홍산 전투는 위화도 회군 10여 넌 전의 일로 이성계와의 관련성이 찾아지지 않고, 홍산 전투보다 앞서 최영이 출정하여 진압했던 목호의 난의 전과에 대해서는 진압 내용이 상세하게 기록으로 남아 있어서 굳이 홍산 전투의 전공만 축소하려 했다고 보기는 어렵다는 지적도 있다(임형수, 같은 논문, 《군사》98, 2016,3, 87쪽).

## 같이 보기
- 왜구
- 진포 해전
- 최영
- 황산대첩